# 栗背文鸟
栗背文鸟（学名：Lonchura forbesi），是梅花雀科文鸟属的一种，为巴布亚新几内亚的特有种。该物种的保护状况被评为无危。
分布于太平洋诸岛屿。